# Lúčka (Košice)
Lúčka (in ungherese Lucska) è un comune della Slovacchia facente parte del distretto di Rožňava, nella regione di Košice.